# Trinity Church (New York)
Trinity Church (česky kostel Nejsvětější Trojice) se nachází na Manhattanu v New Yorku. Současný chrám byl postaven v letech 1839–1846. U kostela se nachází také hřbitov a skulptura připomínající oběti útoku z 11. září. Je nejstarším episkopálním (anglikánským) kostelem ve městě.
Současný kostel je v pořadí třetí, který se na tomto místě nachází. Od dokončení v roce 1846 až do roku 1890 to byla nejvyšší stavba ve městě. Soubor tří působivých bronzových vrat navrhl Richard Morris Hunt. Vrata byla vyrobena v roce 1893. Patří mezi národní památky a památky města New York. Na hřbitově jsou pohřbeni: Alexander Hamilton, Robert Fulton a William Bradford.

## Galerie

1846
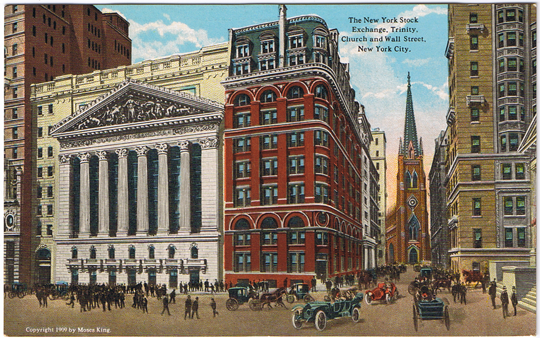
1909
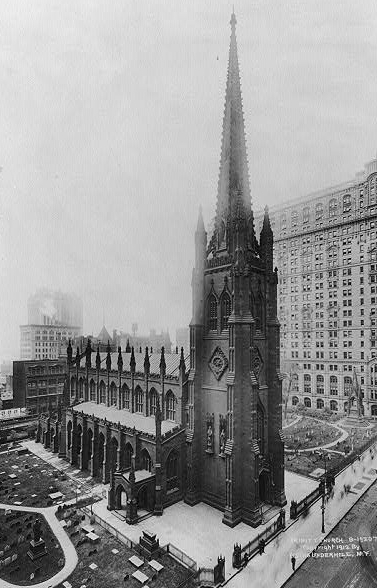
1912
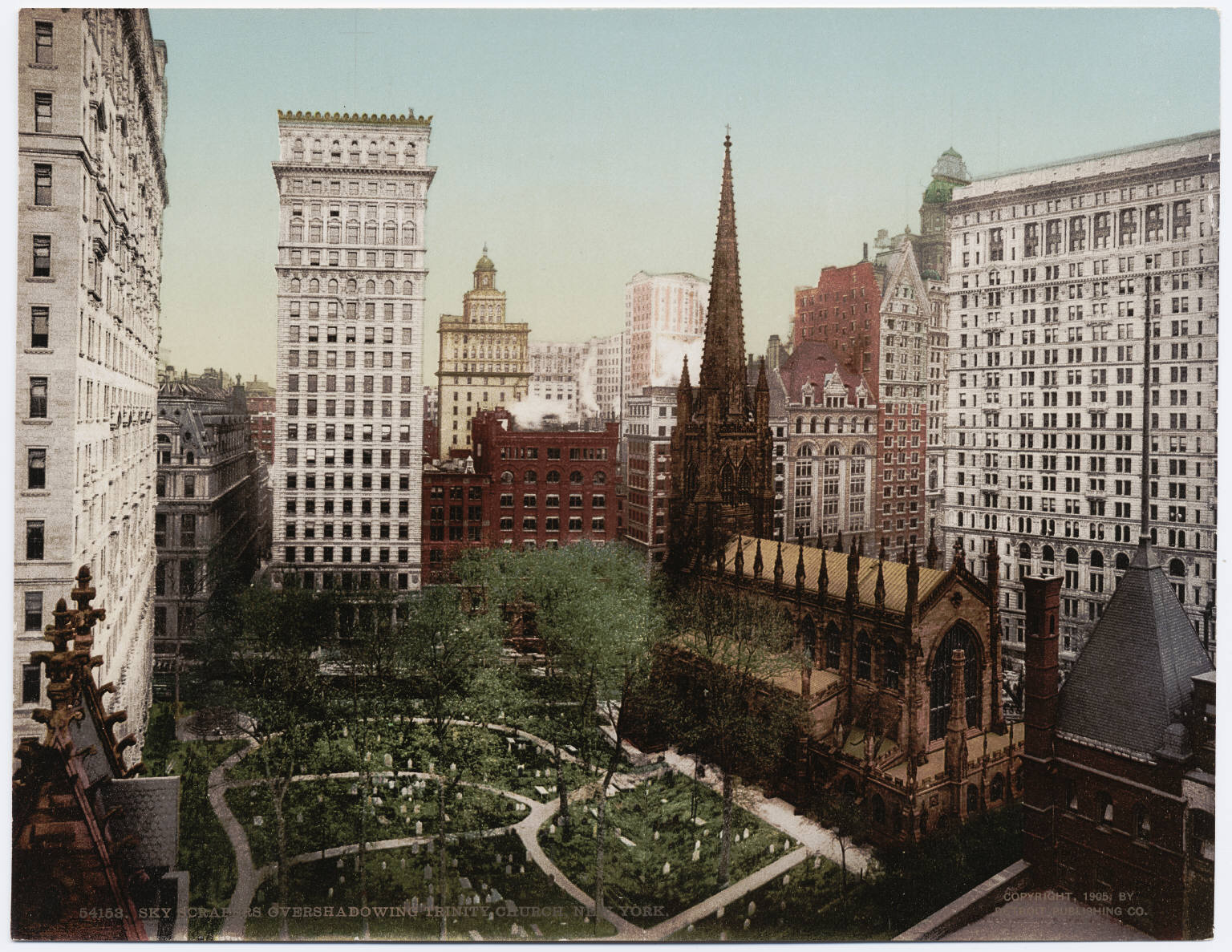
1897 – 1924